# Miraflores de la Sierra
Miraflores de la Sierra település Spanyolországban, Madrid tartományban. Miraflores de la Sierra Bustarviejo, Guadalix de la Sierra, Colmenar Viejo, Soto del Real, Rascafría és Canencia községekkel határos. Lakosainak száma 7139 fő (2024).

## Népesség
A település népessége az utóbbi években az alábbiak szerint változott:
| Lakosok száma | 3854 | 4741 | 5487 | 5947 | 5979 | 5890 | 5817 | 6108 | 6711 | 7139 |
|               | 2001 | 2004 | 2007 | 2009 | 2012 | 2014 | 2017 | 2019 | 2022 | 2024 |